# 로버트 브룸

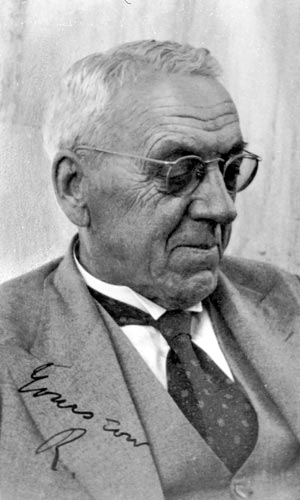
로버트 브룸

로버트 브룸(Robert Broom, 1866년 11월 30일 ~ 1951년 4월 6일)은 스코틀랜드계 남아프리카 공화국의 해부학자, 박물학자였다. 1926년 영국의 해부학자 레이먼드 다트가 남아프리카에서 오스트랄로피테쿠스 아프리카누스의 화석을 발견한 것에 자극을 받고 남아프리카로 와서 탐사 도중 슈와르트크란스의 채석장에서 발견한 한 각력암에서 새로운 종의 화석을 발견하였다.
이후 마을 주민 소년들을 대상으로 탐문하여 아이들이 가져온 이빨 화석 1개당 1실링을 지불하고 그 소년들을 통해 화석이 나온 지역을 찾았다. 이후 슈와르트크란스, 스테르크폰테인, 케이프타운 등의 동굴에서 파란트로쿠스 로부스투스와 보다 형태가 말쑥하고 깔끔한 원인 화석을 발견하여 플레시안트로푸스 트란스바렌시스라 이름붙였다. 플레시안트로푸스 트란스바렌시스는 오스트랄로피테쿠스 아프리카누스의 일종으로 잠정 판명되었다.